# Кадук ріо-грандський
Кадук ріо-грандський (Myrmotherula unicolor) — вид горобцеподібних птахів родини сорокушових (Thamnophilidae). Ендемік Бразилії.

## Опис
Довжина птаха становить 9-10 см, вага 6-9 г. Самець сірий, нижня частина тіла світло-сіра, на горлі чорні пера з сірими кінчиками. Верхня частина тіла самиці оливково-коричнева, тім'я і шия сіруваті, верхня частина хвоста жовтувато-коричнева, крила сіро-коричневі з кудувато-жовто-коричневими краями. Хвіст рудувато-жовто-коричневий, горло білувате. Нижня частина тіла оливкова, боки сіруваті.

## Поширення і екологія
Жовточереві кадуки поширені на південно-східному узбережжі Бразилії, від Ріо-де-Жанейро на півночі до Ріу-Гранді-ду-Сул на півдні. Ріо-грандські кадуки живуть в підліску бразильського атлантичного лісу на висоті до 500 м над рівнем моря.

## Збереження
МСОП вважає стан збереження цього виду близьким до загрозливого. Йому загрожуує знищення природного середовища.